# 大振幅集団運動
大振幅集団運動（だいしんぷくしゅうだんうんどう）とは、多体系全体の状態が非常に大きく変化する集団運動である。

## 概要
集団運動においては、系全体の状態の変化の度合いに応じて運動の振幅が定義できる。時間依存平均場理論に基づけば、ここで言う運動の振幅は、時間依存平均場と時間に依存しない平衡平均場との差として定義される。大振幅集団運動とは、この振幅の大きい集団運動のことをいう。
この時、時間依存平均場によって系全体は、静平衡平均場で記述される状態からかけ離れた状態へ変化する。これは、RPA（Random Phase Approximation:乱雑位相近似）のような時間依存平均場の微小振幅近似で記述できる集団運動とは対照的である。
原子核における大振幅集団運動の具体的な例としては、非調和振動、核分裂、変形共存現象、超変形状態からのトンネル崩壊などが挙げられる。

## トピックス
- 大振幅集団運動の微視的理論
- 朝永理論
- Adiabatic TDHF
- 自己無撞着集団座標の方法(SCC法)--Adiabatic SCC法